# Khar, Pakistan
Khar är en ort i de federalt administrerade stamområdena, ett halvautonomt territorium i nordvästra Pakistan. Den är huvudort för agentskapet Bajaur, och folkmängden uppgick till cirka 13 000 invånare vid folkräkningen 2017.